# Norbert Ockenga
Norbert Ockenga (* 29. Oktober 1971 in Ostfriesland) ist ein deutscher Journalist, Verleger und Fernsehkommentator. Er arbeitet seit 1997 als Motorsport-Kommentator beim TV-Sender Eurosport und gibt seit Dezember 2010 im eigenen Verlag die Zeitschrift Pitwalk heraus.

## Leben
Ockenga begann seine journalistische Laufbahn in seinem Abitur-Jahr 1991 als Praktikant bei der inzwischen eingestellten Motorsport-Fachzeitschrift rallye racing. Nach dem Praktikum war er freier Mitarbeiter bei rallye racing. Parallel dazu startete er eine Ausbildung zum Fachangestellten in steuer- und wirtschaftsberatenden Berufen. Weiterhin absolvierte er ein Volontariat bei der Motor Presse Stuttgart, war Redakteur bei sport auto und schrieb als freier Mitarbeiter für Motorsport aktuell, RTL Formel 1 Report und Titel in England und Australien.
Bei Motorsport aktuell wirkte er bis Ende 2009 an der Berichterstattung über internationalen und nationalen Motorsport mit. Nachdem ein Großteil der Belegschaft 2008 zum Magazin Speedweek gewechselt war, blieb Ockenga noch einige Monate bei Motorsport aktuell. Laut Blogger Don Dahlmann war Ockenga zu dieser Zeit bei Motorsport aktuell „quasi der Alleinunterhalter“. Im Dezember 2010 brachte er mit einem neu zusammengestellten Team die Zeitschrift Pitwalk auf den Markt, die seither alle zwei Monate erscheint.
Seit Januar 2019 produziert Ockenga die Podcastreihe PITCAST, seit Mai 2020 eigene Talk- und Homestoryformate auf dem YouTube-Channel der Zeitschrift PITWALK.
Seit 1997 ist er als Kommentator für Eurosport tätig. Er kommentiert unter anderem die 24 Stunden von Le Mans, die FIA-Langstrecken-Weltmeisterschaft, das Africa Eco Race, die Rallye Dakar und andere Rallyes, Speedway (unter anderem mit Egon Müller als Co-Kommentator), den Porsche Supercup, die World Series by Renault und Motorsport-Magazine des Senders.
Darüber hinaus schreibt er für das kicker Sonderheft Formel 1. Er trat 2014 dreimal als Formel-1-Experte im ZDF-Morgenmagazin auf, 2015 bisher einmal (Stand: 31. März 2015).
Seit 2019 gibt Ockenga eine eigene Podcast-Reihe mit Themen aus dem Motorsport heraus, die unter dem Namen PITCAST mit mehreren Unterkapiteln auf der Internetseite des Magazins und den wichtigsten Podcatchern angeboten wird. Seit Mai 2020 moderiert er Motorsporttalks, die dienstags nach jedem Formel-1-Grand-Prix und nach anderen wichtigen Rennen erscheinen, und digitale Teambesuche unter dem Label PITWALK TV auf YouTube.
Ockenga wohnt in Ostfriesland. Er ist Mitglied des Motorsport-Club Norden.

## Werke
- Willy Knupp (Hrsg.), Christoph Schulte, Norbert Ockenga, Heinz-Peter Dahlmanns: RTL-Television ; Jg. 7 Rennreport 1999/2000. Fotos, Ergebnisse, Hintergründe. Zeitgeist Verlag, Düsseldorf/Motor Buch Verlag, Stuttgart 1999, ISBN 3613304449.
- Willy Knupp (Hrsg.), Christoph Schulte, Norbert Ockenga, Thomas Allstedt: Renn Report 2000/2001. Tränen und Triumph. Zeitgeist Verlag, Düsseldorf/Motor Buch Verlag, Stuttgart 2000, ISBN 3613304414.
- Willy Knupp (Hrsg.), Norbert Ockenga: Grand Prix 2006 live miterlebt. RTL-Formel-1. Zeitgeist Media, Düsseldorf 2006, ISBN 3-926224-42-8.
- Harald Zulauf (Hrsg.), Tobias Gonscherowski, Norbert Ockenga: DSF Formel 1 und Tourenwagen Timer 2006. Media Consulta, ohne Ort 2006, ISBN 3936238189.